# Liste des espèces de caprins et d'ovins
1. Bouquetin du Sind
2. Bouquetin de l'Himalaya
3. Markhor de l'Astor
4. Markhor du Pir-Panjal
5. Markhor du Pendjab
6. Tahr de l'Himalaya
7. Tahr des monts Nilgiri

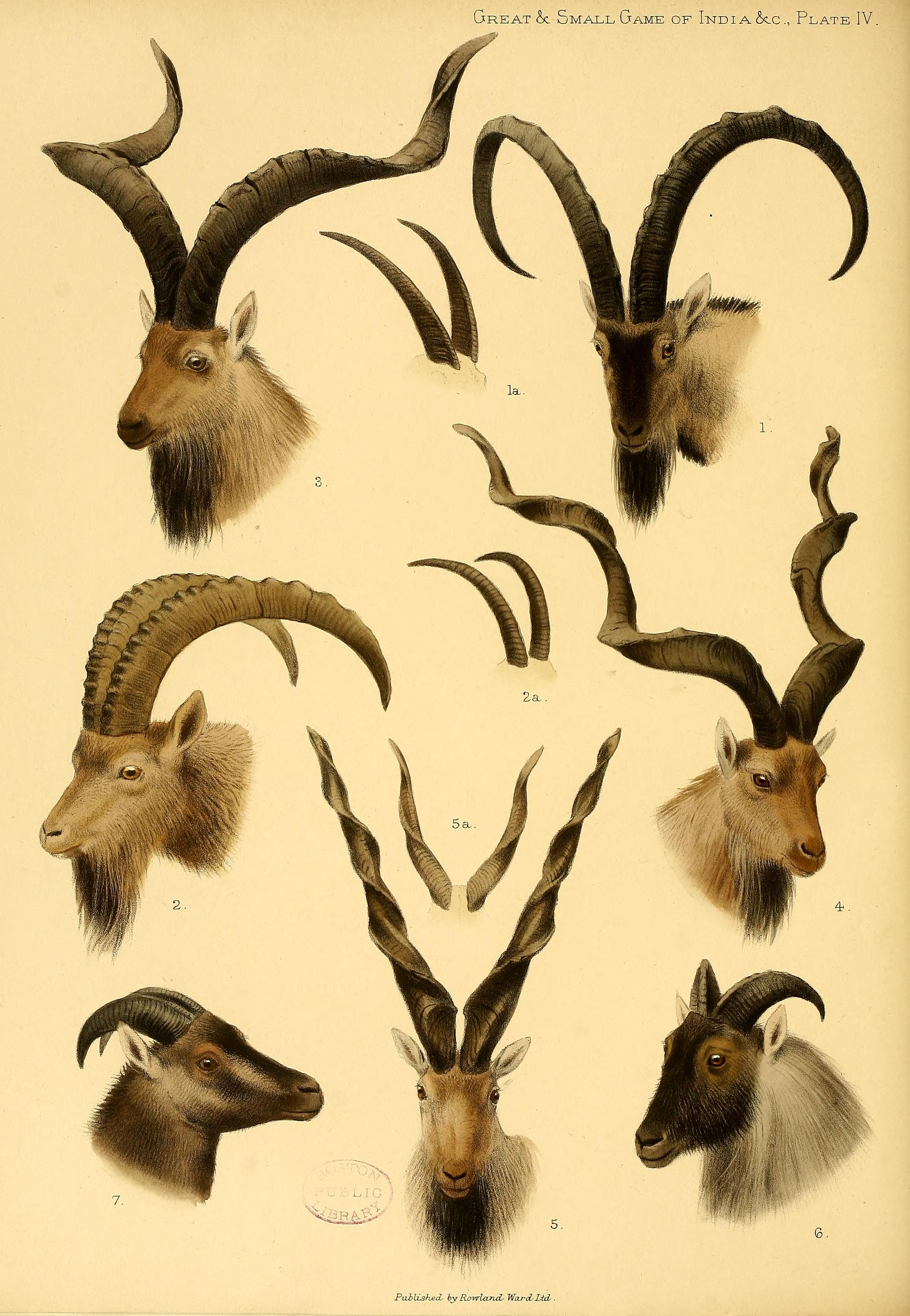
Caprins asiatiques dans The great and small game of India, Burma, and Tibet de Richard Lydekker (1900) :

Au sens large, les caprins et les ovins constituent une tribu (Caprini) de mammifères ruminants qui comprend plusieurs espèces domestiquées par l'Homme. Avec les bovins (tribu des Bovini) et les antilopes (dix autres tribus), ils forment la famille des Bovidae.

## GenreAmmotragus
| Espèce            | Nom commun           | Image | Longueur (sans queue)     | Hauteur (au garrot)    | Masse                   | Cornes              | Distribution (pays)                                                                                                 | Statut UICN & population |
| ----------------- | -------------------- | ----- | ------------------------- | ---------------------- | ----------------------- | ------------------- | --- | ------------------------ |
| Ammotragus lervia | Mouflon à manchettes |       | ♂ 175-190 cm ♀ 145-160 cm | ♂ 90-100 cm ♀ 75-90 cm | ♂ 100-140 kg ♀ 40-55 kg | ♂ < 88 cm ♀ < 40 cm | Afrique du Nord (Algérie, Égypte, Libye, Mali, Maroc, Mauritanie, Niger, Sahara occidental, Soudan, Tchad, Tunisie) | · 5 000-10 000           |

## GenreArabitragus
| Espèce               | Nom commun    | Image | Longueur (sans queue) | Hauteur (au garrot) | Masse                 | Cornes  | Distribution (pays)                      | Statut UICN & population |
| -------------------- | ------------- | ----- | --------------------- | ------------------- | --------------------- | ------- | ---------------------------------------- | ------------------------ |
| Arabitragus jayakari | Tahr d'Arabie |       | 93-95 cm              | 60-64 cm            | ♂ 38-45 kg ♀ 17-20 kg | < 32 cm | Moyen-Orient (Émirats arabes unis, Oman) | · 2 446                  |

## GenreBudorcas
| Espèce             | Nom commun | Image | Longueur (sans queue) | Hauteur (au garrot) | Masse | Cornes | Distribution (pays) | Statut UICN & population |
| ------------------ | ---------- | ----- | --------------------- | ------------------- | ----- | ------ | ------------------- | ------------------------ |
| Budorcas taxicolor | Takin      |       |                       |                     |       |        |                     | (VU)                     |
| Budorcas tibetana  | Takin      |       |                       |                     |       |        |                     | -                        |

## GenreCapra
| Espèce               | Nom commun                 | Image | Longueur (sans queue) | Hauteur (au garrot) | Masse | Cornes | Distribution (pays) | Statut UICN & population |
| -------------------- | -------------------------- | ----- | --------------------- | ------------------- | ----- | ------ | ------------------- | ------------------------ |
| Capra aegagrus       | Chèvre à bézoard           |       |                       |                     |       |        |                     | (NT)                     |
| Capra caucasica      | Tur                        |       |                       |                     |       |        |                     | (EN)                     |
| Capra cylindricornis | Chèvre du Caucase oriental |       |                       |                     |       |        |                     | (NT)                     |
| Capra falconeri      | Markhor                    |       |                       |                     |       |        |                     | (NT)                     |
| Capra hircus         | Chèvre domestique          |       |                       |                     |       |        |                     | (NE)                     |
| Capra ibex           | Bouquetin des Alpes        |       |                       |                     |       |        |                     | (LC)                     |
| Capra nubiana        | Bouquetin de Nubie         |       |                       |                     |       |        |                     | (VU)                     |
| Capra pyrenaica      | Bouquetin ibérique         |       |                       |                     |       |        |                     | (LC)                     |
| Capra sibirica       | Ibex de Sibérie            |       |                       |                     |       |        |                     | (NT)                     |
| Capra walie          | Bouquetin d'Abyssinie      |       |                       |                     |       |        |                     | (VU)                     |

## GenreCapricornis
| Espèce                   | Nom commun      | Image | Longueur (sans queue) | Hauteur (au garrot) | Masse      | Cornes      | Distribution (pays)                                                                                                | Statut UICN & population      |
| ------------------------ | --------------- | ----- | --------------------- | ------------------- | ---------- | ----------- | --- | ----------------------------- |
| Capricornis sumatraensis | Saro de Sumatra |       | 140-180 cm            | 85-112 cm           | 85-140 kg  | 16-34 cm    | Asie (Bangladesh, Bhoutan, Birmanie, Cambodge, Chine, Inde, Indonésie, Laos, Malaisie, Népal, Thaïlande, Viêt Nam) | · Population globale inconnue |
| Capricornis rubidus      | Saro carmin     |       | 140-155 cm            | 85-95 cm            | 110-160 kg | 15-21 cm    | Asie (Birmanie, Chine, Inde)                                                                                       | · Population globale inconnue |
| Capricornis crispus      | Saro du Japon   |       | 95-102 cm             | 67-74 cm            | 31-48 kg   | 8-15 cm     | Asie (Japon) | · ~ 100 000                   |
| Capricornis swinhoei     | Saro de Formose |       | 95-102 cm             | 50-70 cm            | 18-30 kg   | 7,4-11,2 cm | Asie (Taïwan) | Population globale inconnue   |

## GenreHemitragus
| Espèce                | Nom commun                   | Image | Longueur (sans queue) | Hauteur (au garrot) | Masse                  | Cornes  | Distribution (pays)       | Statut UICN & population    |
| --------------------- | ---------------------------- | ----- | --------------------- | ------------------- | ---------------------- | ------- | ------------------------- | --------------------------- |
| Hemitragus jemlahicus | Jharal ou tahr de l’Himalaya |       | 90-155 cm             | 65-100 cm           | ♂ 70-140 kg ♀ 30-50 kg | < 45 cm | Asie (Chine, Inde, Népal) | Population globale inconnue |

## GenreNaemorhedus
| Espèce                 | Nom commun           | Image | Longueur (sans queue) | Hauteur (au garrot) | Masse | Cornes | Distribution (pays) | Statut UICN & population |
| ---------------------- | -------------------- | ----- | --------------------- | ------------------- | ----- | ------ | ------------------- | ------------------------ |
| Nemorhaedus baileyi    | Goral roux           |       |                       |                     |       |        |                     | (VU)                     |
| Nemorhaedus caudatus   | Goral à longue queue |       |                       |                     |       |        |                     | (VU)                     |
| Naemorhedus cranbrooki |                      |       |                       |                     |       |        |                     | -                        |
| Naemorhedus evansi     |                      |       |                       |                     |       |        |                     | -                        |
| Naemorhedus goral      | Goral de l'Himalaya  |       |                       |                     |       |        |                     | -                        |
| Naemorhedus griseus    | Goral gris           |       |                       |                     |       |        |                     | -                        |

## GenreNilgiritragus
| Espèce                  | Nom commun             | Image | Longueur (sans queue) | Hauteur (au garrot)  | Masse               | Cornes                | Distribution (pays) | Statut UICN & population |
| ----------------------- | ---------------------- | ----- | --------------------- | -------------------- | ------------------- | --------------------- | ------------------- | ------------------------ |
| Nilgiritragus hylocrius | Tahr des monts Nilgiri |       | ♂ 150 cm ♀ 110 cm     | ♂ 100-110 cm ♀ 80 cm | ♂ 80-100 kg ♀ 50 kg | ♂ < 44,5 cm ♀ < 30 cm | Asie (Inde)         | · 1 800-2 000            |

## GenreOreamnos
| Espèce              | Nom commun                     | Image | Longueur (sans queue)     | Hauteur (au garrot) | Masse                  | Cornes   | Distribution (pays)                   | Statut UICN & population |
| ------------------- | ------------------------------ | ----- | ------------------------- | ------------------- | ---------------------- | -------- | ------------------------------------- | ------------------------ |
| Oreamnos americanus | Chèvre des montagnes Rocheuses |       | ♂ 155-180 cm ♀ 140-170 cm | 80-110 cm           | ♂ 95-130 kg ♀ 60-90 kg | 21-30 cm | Amérique du Nord (Canada, États-Unis) | · 48 000-62 000          |

## GenreOvibos
| Espèce           | Nom commun  | Image | Longueur (sans queue) | Hauteur (au garrot) | Masse | Cornes | Distribution (pays) | Statut UICN & population |
| ---------------- | ----------- | ----- | --------------------- | ------------------- | ----- | ------ | ------------------- | ------------------------ |
| Ovibos moschatus | Bœuf musqué |       |                       |                     |       |        |                     | (LC)                     |

## GenreOvis
| Espèce                          | Nom commun         | Image | Longueur (sans queue) | Hauteur (au garrot) | Masse | Cornes | Distribution (pays) | Statut UICN & population |
| ------------------------------- | ------------------ | ----- | --------------------- | ------------------- | ----- | ------ | ------------------- | ------------------------ |
| Ovis ammon                      | Argali             |       |                       |                     |       |        |                     | (NT)                     |
| Ovis aries                      | Mouton domestique  |       |                       |                     |       |        |                     | -                        |
| Ovis canadensis                 | Mouflon canadien   |       |                       |                     |       |        |                     | (LC)                     |
| Ovis dalli                      | Mouflon de Dall    |       |                       |                     |       |        |                     | (LC)                     |
| Ovis gmelinii (ou Ovis gmelini) | Mouflon d'Arménie  |       |                       |                     |       |        |                     | (NT)                     |
| Ovis nivicola                   | Mouflon des neiges |       |                       |                     |       |        |                     | (LC)                     |
| Ovis vignei                     | Urial              |       |                       |                     |       |        |                     | (VU)                     |

## GenrePantholops
| Espèce               | Nom commun                   | Image | Longueur (sans queue) | Hauteur (au garrot) | Masse                 | Cornes     | Distribution (pays) | Statut UICN & population |
| -------------------- | ---------------------------- | ----- | --------------------- | ------------------- | --------------------- | ---------- | ------------------- | ------------------------ |
| Pantholops hodgsonii | Antilope du Tibet ou tchirou |       | 120-130 cm            | 80-100 cm           | ♂ 35-40 kg ♀ 25-30 kg | ♂ 50-70 cm | Asie (Chine, Inde)  | · 100 000-150 000        |

## GenrePseudois
| Espèce             | Nom commun  | Image | Longueur (sans queue) | Hauteur (au garrot) | Masse                 | Cornes                | Distribution (pays)                                    | Statut UICN & population |
| ------------------ | ----------- | ----- | --------------------- | ------------------- | --------------------- | --------------------- | ------------------------------------------------------ | ------------------------ |
| Pseudois nayaur    | Mouton bleu |       | 104-165 cm            | 68-91 cm            | ♂ 52-75 kg ♀ 32-55 kg | ♂ 38-80 cm ♀ 10-20 cm | Asie (Bhoutan, Birmanie, Chine, Inde, Népal, Pakistan) | 47 000-414 000           |
| Pseudois schaeferi | Bharal nain |       | 106-140 cm            | 50-80 cm            | ♂ 28-35 kg ♀ 25 kg    | ♂ 28-55 cm ♀ 10-20 cm | Asie (Chine)                                           | · 7 000                  |

## GenreRupicapra
| Espèce              | Nom commun | Image | Longueur (sans queue) | Hauteur (au garrot) | Masse                 | Cornes     | Distribution (pays) | Statut UICN & population |
| ------------------- | ---------- | ----- | --------------------- | ------------------- | --------------------- | ---------- | --- | ------------------------ |
| Rupicapra pyrenaica | Isard      |       | 100-130 cm            | 70-81 cm            | ♂ 23-50 kg ♀ 20-32 kg | ♂ 17-28 cm | Europe (Andorre, Espagne, France, Italie) | · 50 000                 |
| Rupicapra rupicapra | Chamois    |       | 100-130 cm            | 70-85 cm            | 14-62 kg              | ♂ 17-28 cm | Europe (Albanie, Allemagne, Autriche, Bosnie-Herzégovine, Bulgarie, Croatie, France, Grèce, Italie, Macédoine du Nord, Monténégro, Pologne, Roumanie, Serbie, Slovaquie, Slovénie, Suisse) et Asie (Azerbaïdjan, Géorgie, Russie, Turquie) | · 300 000                |